# Sonorella micra
Sonorella micra är en snäckart som beskrevs av Henry Augustus Pilsbry och James Henry Ferriss 1910. Sonorella micra ingår i släktet Sonorella och familjen Helminthoglyptidae. Inga underarter finns listade i Catalogue of Life.